# Петренки (Миргородский район)
Петренки (укр. Петренки; до 2024 года — Першотравневое) — село,
Великоперевозский сельский совет,
Миргородский район,
Полтавская область,
Украина.
Код КОАТУУ — 5325780804. Население по переписи 2001 года составляло 51 человек.

## Географическое положение
Село Першотравневое находится на расстоянии в 1 км от сёл Пелагеевка и Самары.
По селу протекает пересыхающий ручей с запрудой.

## Происхождение названия
Происходит от слов: укр. перше — первое, укр. травень — май; укр. Першотравневое — Первомайское.
Село названо в честь праздника весны и труда Первомая, отмечаемого в различных странах 1 мая; в СССР он назывался Международным днём солидарности трудящихся.
На территории Украинской ССР имелись 50 населённых населённых пунктов с названием Першотравневое и 27 — с названием Первомайское.